# Cưa
Cưa là một dụng cụ bao gồm lưỡi dao cứng, dây cưa, hoặc cưa xích với một cạnh có răng. Cưa được dùng để cắt vật liệu tương đối cứng, thông thường là gỗ, ngoài ra có thể cưa kim loại, đá hoặc sừng. Để cắt vật liệu, lưỡi cưa được đặt trên bề mặt vật liệu và di chuyển lưỡi cưa mạnh theo chiều lên xuống, trái phải (hoặc qua lại, tới lui).

## Từ nguyên
Từ cưa trong tiếng Việt bắt nguồn từ từ tiếng Hán thượng cổ 鋸 (có nghĩa là cái cưa). William H. Baxter và Laurent Sagart phục nguyên âm tiếng Hán thượng cổ của từ 鋸 là /*k(r)a-s/. Chữ Hán 鋸 có âm Hán Việt là cứ.